# Burnt Offerings (album)
Burnt Offerings è il terzo album della band heavy metal Iced Earth. Il disco fu pubblicato nel 1995 e presentò molti riferimenti religiosi, mitologici e biblici nei suoi testi. 
L'ultima traccia, Dante's Inferno, è ispirata al poema epico di Dante Alighieri, la Divina Commedia.

## Tracce
1. Burnt Offerings (Randall Shawver, Jon Schaffer) – 7:22
2. Last December (Schaffer) – 3:23
3. Diary (Matt Barlow, Shawver, Schaffer, Dave Abell) – 6:14
4. Brainwashed (Shawver, Schaffer) – 5:22
5. Burning Oasis (Shawver, Schaffer, Abell) – 6:00
6. Creator Failure (Barlow, Shawver, Schaffer, Abell) – 6:02
7. The Pierced Spirit (Shawver, Schaffer, Abell) – 1:54
8. Dante's Inferno (Schaffer) – 16:26

## Formazione

### Gruppo
- Jon Schaffer - chitarra, cori
- Matthew Barlow - voce
- Randall Shawver - chitarra
- Dave Abell - basso
- Rodney Beasley - batteria

### Altri musicisti
- Howard Helm - tastiere